# 三好義長
三好 義長（みよし よしなが）は、南北朝時代の武将。三好之長の祖父。

## 略歴
父は足利尊氏の功臣であった小笠原貞宗の孫の小笠原長興。外祖父の養子となり、阿波三好郡に住んで三好氏を称した。